# 에드워드 피셔
에드워드 피셔(Edward Fisher, 1627년 - 1655년)는 영국의 신학자이며 작가이다. 《개혁 신앙의 정수》(The Marrow of Modern Divinity)의 저자로 유명하다.  이 저서는 무조건적인 은혜의 교리로 유명하다.
그의 저서는 예레미야 버로우즈의 추천을 받았으며, 토머스 보스톤의 편집으로 출간되었다.
현재까지 많은 개혁주의 학자들의 추천을 받고 있는 데, 그 중에는 리곤 던칸, 디렉 토머스, 칼 트루먼 등이 있다.
특히, 언약 신학에서 행위 언약과 자연법에 대한 내용을 다루어서 많은 이들에게 읽혀지고 있다.

## 개혁신앙의 정수
이 저서는 <현대 신학의 정수>라고도 번역되는데, 팀 켈러는 그의 저서 <센터 쳐치>에서 이 책에서 율법주의의 두 가지 측면, 즉, 믿음과 공로가 혼합되어 칭의의 해석을 불명확하게 하는 것과 도덕주의의 정신과 태도의 문제를 거론하였다. 또한 율법폐기론을 언급하였다.
에드워드 피셔는 이 책의 서문에서 책이 발간된 1645년의 18-20년 전에 율법폐기론에 대한 논쟁이 시작되었다고 주장하였다. 그 당시의 율법폐기론에 대한 저항은 매우 강했다.
이 책의 옹호자들은 '매로운 맨'이라고 불리며, 율법폐기론자로 오해 받았고, 이들을 반대하는 사람들은 신율법주의자로 여겨졌다.

## 온전한 그리스도
싱클레어 퍼거슨은 그의 저서인 <온전한 그리스도>에서 매로우 논쟁을 다시 소개하면서 이것이 현대인에게 주는 메시지를 소개하였다.  그는 율법폐기론과 신율법주의가 서로 반대되는 것이 아닌 같은 모태에서 나온 이란성쌍둥이라고 주장하며, 근본 해결책은 예수 그리스도의 복음 밖에 없다고 주장한다. 
퍼거슨은 매로우 논쟁에서 토머스 보스톤의 입장을 지지하였는 데, 보스톤의 반대파가  예정론을 지나치게 강조하였기 때문이다.  하지만 토머스 보스톤은 알미니안주의의 보편구원론을 강조한다고 오해를 받았다.  